# 덕 앤 커버

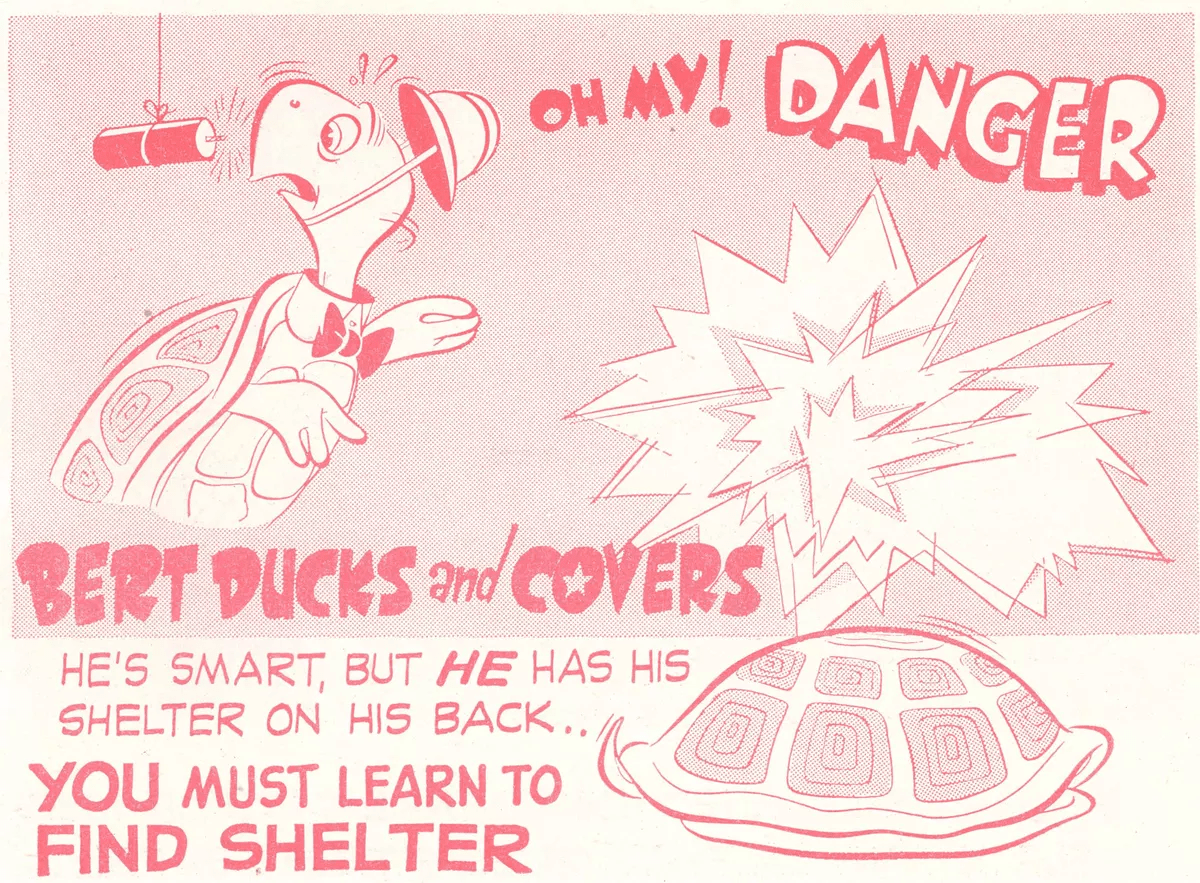
덕 앤 커버 포스터.

덕 앤 커버(Duck and Cover)는 1952년 미국에서 방영된 캠페인 영상물이다. 9분 14초 가량의 분량이며, 핵전쟁이 발생했을 때 해야 할 수칙을 엎드리고(Duck), 덮기(Cover)라는 두 마디로 요약하고 있다. 마스코트 캐릭터로 거북 버트(Bert the Turtle)을 내세웠으며, 1950년대에 주로 학교에서 아동들에 대한 실습용으로 방영되었다.